# Лінда Прітцкер
Лінда Прітцкер (1953 , Оберлін, Огайо )), також відома під іменем Лама Цомо — американська лама в тибетській буддійській традиції, духовна учителька, авторка, філантроп і співзасновниця Namchak Foundation та Namchak Retreat Ranch в Міссулі, штат Монтана. Член сім'ї Прітцкерів, відомих своїм багатством завдяки готелям Hyatt .

## Ранній життєпис
Прітцкер народилася в 1953 році в Оберліні, штат Огайо, другою із трьох дітей у родині американського бізнесмена єврейського походження Роберта Прітцкера та Одрі Гілберт. Вона має двох братів і сестер: Дженніфер Н. Прітцкер (нар. Джеймс, 1950), підполковник у відставці армії США та засновник Прітцкерівської військової бібліотеки та Карен Прітцкер (нар. 1958).
Її батьки розлучилися в 1979 році У 1981 році її мати вдруге вийшла заміж за Альберта Б. Ратнера, співголову компанії Forest City Enterprises із Клівлендського забудовника. У 1980 році її батько одружився вдруге на Ірен Драйбург, з якою у нього було двоє дітей: Метью Прітцкер та Лізель Прітцкер Сіммонс .

## Кар'єра
Здобувши ступінь магістра консультативної психології та кілька років працюючи психотерапевтом, Лінда Прітцкер почала духовний шлях до тибетського буддизму.
Прітцкер була висвячена в ламу у лютому 2005 року Тулку Сангаком Рінпоче, тибетським майстром медитації та світовим володарем лінії Намчак, гілки шляху Ньїнгма в тибетському буддизмі . Вона почала навчатися у Рінпоче в 1995 році і вільно володіла тибетською. Її подорож до буддійських практик задокументував Ден Гарріс з ABC News у своєму подкасті 10 % Happier.
Вона є авторкою серії тибетських буддійських практик «Стародавня мудрість для нашого часу», включаючи Книгу 1 Чому турбуватися: Вступ, Книгу 2 Мудрість і співчуття (починаючи з себе), і Книгу 3 Поглиблення мудрості, Deepening Connection (випущено 11 жовтня 2022 року) Вона також є автором Чому Далай-лама завжди посміхається? «Вступ та керівництво до практики тибетського буддизму для західника» і «Принцеса, яка плакала перлами: жіноча подорож у казках» і є співавтором книг «Лотос і троянда: розмова між тибетським буддизмом і містичним християнством» та автор книги "Дхарма собак: наші найкращі друзі як духовні вчителі " під редакцією Тамі Саймон. Чому Далай-лама завжди посміхається? має передмову, написану Далай-Ламою, і була володарем срібної медалі 2016 року на премії Independent Publisher Book Awards (IPPY Awards).
Сьогодні робота Лами Цомо зосереджена на ініціативах Фонду Намчак. Хоча ранчо Namchak Retreat Ranch все ще будується, Namchak пропонує кілька пропозицій для студентів, які бажають розпочати або посилити свою практику медитації, включаючи два онлайн-курси, керовані медитації, навчальні кола та кілька подій у прямому ефірі на рік.
Станом на липень 2018 року її статок оцінювався в 1,77 мільярда доларів.

## Особисте життя
Прітцкер розлучена і має трьох дітей: Рейчел, Роланда і Розмарі. Вона живе в Міссулі, штат Монтана. Вона тибетська буддистка.

## Публікації
- Deepening Wisdom, Deepening Connection (Серія тибетських буддійських практик «Стародавня мудрість нашого часу»)[16]
- Мудрість і співчуття (починаючи з себе) (Серія тибетських буддійських практик «Стародавня мудрість нашого часу»)[15]
- Навіщо турбуватися?: Вступ (Серія тибетських буддійських практик «Стародавня мудрість нашого часу»)[14]
- Чому Далай-лама завжди посміхається? Вступ для західника та керівництво до практики тибетського буддизму[17]
- Лотос і троянда: розмова між тибетським буддизмом і містичним християнством, співавтор з Метью Фоксом[19]
- Дхарма собак: наші найкращі друзі як духовні вчителі, автор-докладник, під редакцією Тамі Саймон[20]
- Принцеса, яка плакала перлами: жіноча подорож у казках[18]
- Подкаст «На 10 % щасливіший з Деном Харрісом», серпень 2017 р.[25]
- Подкаст «Година Метти з Шерон Зальцберг», жовтень 2018 р.[26]
- Подкаст «Будда біля газового насоса», травень 2018 р.[27]
- Подкаст «Світський буддист», червень 2016 р.[28]
- «Подкаст Synchronicity» травень 2016 р.[29]
- «Ані Церінг Вангмо: життя за заслуги» в бюлетені Lion's Roar, березень 2010 року.
- «Повернення додому» в «Початково благословенні». Окленд, Каліфорнія: Спільноти створення духовності, 2008.
- «Дхармасала» в бюлетені Lion's Roar, серпень 2007 року.
- «Шедра» в бюлетені Lion's Roar, лютий 2006 р.